# Isoleucina
Isoleucina, também chamada de L-isoleucina ou ácido (2S,3S)-2-Amino-3-metilpentanóico, é um aminoácido essencial de fórmula C6H13NO2 e peso molecular 131,175 g/mol, que possui cadeia lateral alifática e apolar  . É um isômero da leucina, importante na síntese da hemoglobina e na regulação dos níveis sanguíneos de glicose . A ocorrência média da isoleucina em proteínas é de 6% .

## Estrutura
A isoleucina possui sua cadeia de carbonos ramificada e faz parte do grupo de aminoácidos BCAA (do inglês: Branched-Chain AminoAcids) junto ao seu isômero leucina e à valina . O pK do seu grupo carboxila é de 2,32 e do grupo amina, 9,76.Uma vez que a cadeia lateral da isoleucina não possui carga, seu ponto isoelétrico (o pH no qual a molécula não apresenta carga líquida) é a média aritmética de seus dois pKs: 6,04  .

Estrutura 3D da Isoleucina. Imagem obtida a partir do site Pubchem.

Estrutura 2D da Isoleucina. Imagem obtida a partir do site Pubchem.

## Funções
Os aminoácidos de cadeia ramificada (BCAA) são associados a efeitos positivos no peso corporal, síntese de proteínas musculares, diminuição da degradação muscular e homeostase da glicose  . Além disso, a suplementação com BCAAs parece melhorar o quadro de doenças hepáticas em modelos murinos de dano hepático  e em pacientes com cirrose . Já foi sugerido inclusive que a leucina, isômero da isoleucina, tem efeitos diretos na regulação hipotalâmica da saciedade, induzindo aumento da expressão de neuropeptídeos anorexigênicos e diminuição da expressão de orexigênicos . Os BCAAs também sinalizam perifericamente regulando a secreção de hormônios diretamente ligados à modulação da saciedade e do balanço energético, como a leptina, GLP-1 e grelina. Contudo, a suplementação com BCAAs deve ser feita de forma controlada e cautelosa, uma vez que níveis elevados de BCAAs estão presentes em condições como diabetes tipo 2 associada à obesidade e ainda não está claro se induzem esta condição ou se são apenas biomarcadores presentes como consequência das alterações metabólicas .

## Degradação
O primeiro passo na degradação de aminoácidos é a remoção do grupo amino pela transaminação, uma reação comum à maioria dos aminoácidos. A transaminação é caracterizada pela transferência do grupo amino – através da ação das aminotransferases ou transaminases – para o α-cetoglutarato, formando glutamato e o α-cetoácido correspondente. Estas enzimas também podem utilizar o oxaloacetato como aceptor do grupo amino, convertendo-o a aspartato, porém com afinidade menor em relação ao α-cetoglutarato .
A transaminase de aminoácidos ramificados catalisa a transaminação dos BCAAs (valina, leucina e isoleucina). No caso da isoleucina, o α-cetoácido resultante dessa reação é o α-ceto-β-metilvalerato, que depois de outras cinco reações é convertido a succinil-CoA ou acetil-CoA, intermediários do ciclo de Krebs (ou ciclo do ácido cítrico), utilizados para a produção de ATP. O grupo amino removido do aminoácido é transferido então para o α-cetoglutarato, formando glutamato. O glutamato pode seguir duas vias e degradação, comuns à maioria dos aminoácidos: uma nova transaminação ou uma desaminação. A transaminação do glutamato é feita com o oxaloacetato, retornando a α-cetoglutarato e gerando aspartato (pela transferência do grupo amino para o oxaloacetato através da enzima aspartato transaminase ou transaminase glutâmico-oxaloacética). O glutamato também pode ser desaminado pela enzima mitocondrial glutamato desidrogenase, encontrada principalmente no fígado gerando NH3 (amônia), convertida a NH4+ (íon amônico) no pH fisiológico. Esta enzima é específica para o glutamato, e não se tem conhecimento de nenhuma enzima com ações similares para outros aminoácidos. Portanto, para que o grupo amino dos aminoácidos seja eliminado em forma de amônia é imprescindível que passem pelo glutamato. O aspartato e o íon amônico gerados pela degradação do glutamato entram então no ciclo da ureia. Essa conversão de NH4+ em ureia é fundamental para manter as concentrações deste íon baixas no organismo, uma vez que é extremamente tóxico .

Vias de degradação da isoleucina. T_{1}: transaminase de aminoácidos ramificados; T_{2}: aspartato transaminase ou transaminase glutâmico-oxaloacética; GD: glutamato desidrogenase.

### Doenças metabólicas
A degradação da isoleucina é afetada nas seguintes doenças metabólicas:
- Acidemia propiônica
- Acidemia metilmalónica
- Acidúria malônica e metilmalônica combinada (CMAMMA)

- Doença da urina em xarope de ácer